# Vojenská historie povstání komunérů
Vojenský konflikt v rámci povstání komunérů (španělsky: Guerra de las Comunidades de Castilla) probíhal v letech 1520 až 1521. Povstání začalo útoky městských dělníků na vládní úředníky, postupně přerostlo v menší střety mezi milicemi a nakonec vyústilo v bitvy a obléhání za účasti regulérních armád. Povstalci, známí jako komunéři, rychle získali kontrolu nad většinou střední Kastilie a do září 1520 byla královská armáda v troskách. Nicméně komunéři si znepřátelili většinu pozemkové šlechty, jejíž soukromé armády posílily řady královských vojsk. Bitva u Tordesillas v prosinci 1520 znamenala pro povstalce vážnou porážku a hlavní část jejich armády byla definitivně rozdrcena v bitvě u Villalaru v dubnu 1521.
Tento článek je uspořádán geograficky a v rámci jednotlivých regionů chronologicky. Královští velitelé a armády obvykle působili v jednom regionu, s výjimkou významného přesunu kastilského konstábla, který se spojil s admirálem a společně rozdrtili komunéry u Villalaru. Vůdci komunérů se mezi regiony přesouvali více, zejména biskup Acuña, ale i tak se opírali o místní milice.
Nejintenzivnější boje probíhaly v severní části kastilské náhorní plošiny (Meseta), tedy ve Staré Kastilii. Zde se nacházelo hlavní město Valladolid, dočasné hlavní město obou stran Tordesillas a pevnost kastilského admirála, Medina de Rioseco. Každé z těchto měst bylo silně opevněné a stalo se klíčovým místem bojů. K dalším významným střetům došlo na severu kolem Burgosu a v Baskicku, kde kastilský konstábl čelil nájezdům biskupa Acuñi a hraběte ze Salvatierra.
Jižní část kastilské náhorní plošiny, Nová Kastilie, byla baštou komunérů. Královská vojska zde nikdy neměla silnou přítomnost a spoléhala se na podporu rytířů z Maltézského řádu a místní šlechty. Přesto zde došlo k několika významným událostem. Zbytek země zůstal převážně klidný: Andalusie na jihu byla téměř jednotně pro-královská, stejně jako Extremadura a Galicie.

## Organizace a složení armád

### Síly komunérů
Komunéři čerpali svou sílu především z měst a jejich milicí, které tvořily jádro jejich armád. Aktivně rekrutovali také bývalé královské gardisty, kteří dezertovali kvůli nízkému žoldu, zejména veterány z nedávných tažení v Africe, jako bylo tažení na ostrov Džerba. Díky kontrole nad centrálními městy Kastilie, absenci nákladných zahraničních válek a častému zabavování majetku nepřátelské šlechty byli komunéři dobře financováni.
Nedostatek podpory šlechty však znamenal, že komunéři neměli dostatek jezdectva. Městská populace, která tvořila páteř povstaleckých armád, se navíc často dívala svrchu na venkovské obyvatelstvo, což časem vedlo k ochlazení vztahů mezi povstalci a rolníky, kteří je původně podporovali.
Další slabinou komunérů byla vnitřní roztříštěnost a absence jednotného velení. Každá městská milice byla loajální především své domovské obci a hlavní armádě se podřizovala jen v případě, že s tím souhlasila městská rada. Když Santa Junta jmenovala velitelem armády Pedra Giróna, bylo jasně stanoveno, že bude mít přímou kontrolu pouze nad jednotkami, které si sám naverboval, a nad malou armádou věrnou Juntě. Juan de Padilla stáhl svou toledskou milici na protest proti tomu, že nebyl jmenován velitelem. Později, když nakonec velení převzal, měl větší úspěch v přesvědčování milicí, aby ho následovaly, avšak spíše díky osobní popularitě než skutečné autoritě.
Armády komunérů měly také problém s dlouhodobou obranou. Neustálá potřeba hledat nové zdroje zásobování a nová panství k vyrabování znesnadňovala pomalé nebo defenzivní strategie. Pokud se armáda někde usadila na delší dobu, část milicí se často rozutekla domů, což vedlo k nutnosti neustálého doplňování jednotek, čímž se snižovala bojová zkušenost vojska.

### Královské síly
Síly věrné králi se skládaly ze dvou hlavních skupin: královské armády, podléhající přímo regentům, a soukromých armád šlechty. Hlavním problémem královských vojsk byl katastrofální nedostatek financí, protože většina příjmů království šla na splácení zahraničních dluhů. Kvůli tomu trpěla jak státní správa, tak i její armáda. Mnozí bývalí královští gardisté, kteří přeběhli ke komunérům, se později vysmívali těm, kteří zůstali loajální králi, protože zatímco armáda komunérů jim platila každý den, jejich protivníci často žold nedostávali. Později, během bojů proti Francouzům v Navaře, dokonce došlo k vojenské vzpouře kvůli opožděným výplatám.
Nejdůležitější spojenci královské strany byli velcí šlechtici, kteří se postavili na stranu krále Karla poté, co komunéři podpořili povstání rolníků proti nim. Šlechtické armády měly k dispozici zkušené velitele, dobře vycvičené vojáky a elitní jízdní oddíly. Nicméně šlechta byla často nespolehlivá – jejich prioritou bylo chránit vlastní majetky a ne riskovat jejich ztrátu pro královský zájem. Kvůli tomu regenti často naráželi na neochotu šlechtických armád vytvořit jednotné vojsko. Po vítězství v bitvě u Tordesillas například musela být část královských gard propuštěna kvůli nedostatku financí, zatímco šlechtické armády se stáhly domů, čímž bylo město ponecháno nechráněné a jakákoliv další ofenziva se stala nemožnou.
Po vypálení Mediny del Campo čelili královští vojáci všeobecnému odporu obyvatelstva, a proto byli nuceni postupovat opatrněji než komunéři. Ve snaze neznepřátelit si lid bylo vojákům zakázáno rabovat dobytá města, což vedlo k jejich nespokojenosti, ale zabránilo dalšímu šíření nenávisti vůči královské straně. Velení také rozhodně odmítalo využívat nevycvičené rolníky, neboť ti nebyli na bojišti příliš efektivní, pouze by zatěžovali zásobování a svou nedisciplinovaností by mohli poškodit vztahy s místními komunitami.
Dalším problémem byla loajalita nově naverbovaných vojáků. Odvedenci z kastilských měst byli často ve své podpoře krále vlažní a existovalo i riziko, že by mohli předávat informace nepříteli. Proto královské armády raději využívaly chudé rekruty z Galicie na severu jako spolehlivější doplňkové jednotky.

## Andalusie: jižní pobřeží
Obecně zůstala Andalusie během války poměrně klidná. Pro tuto stabilitu existovalo několik důvodů. Mezi šlechtou panoval silný zájem na pokračování procesu hispanizace nedávno dobyté Granady a jejího moriského obyvatelstva. Bylo nezbytné, aby vláda zůstala jednotná a udržela stabilitu; pokud by se některá města Andalusie připojila ke Comunidades a jiná ne, mohla by občanská válka mezi španělskými křesťany vyvolat povstání Morisků.
Hospodářská situace byla rovněž odlišná. Andalusie začínala těžit z rostoucího přílivu bohatství z koloniálního obchodu a zámořských výbojů Španělska. Zatímco v Kastilii buržoazie a nižší vrstvy zažily období prosperity za vlády Isabely, ale v následujících dvaceti letech o tyto zisky přišly, což vyvolalo nespokojenost a podnítilo povstání, v Andalusii existovaly četné nové příležitosti pro všechny společenské vrstvy. Kromě toho Andalusie neviděla změny v kastilské vládě jako svou starost. Mnoho Andalusanů domnívalo, že se jich konflikt v Kastilii netýká, a případná změna vlády na severu by nemusela mít na Andalusii žádný dopad.
Města v severní Andalusii, ležící v horách dále od pobřeží, byla více propojena s Kastilií. Jaén, Úbeda a Baeza v raných fázích povstání podporovaly Comunidades. Jakmile se o tom dozvěděla andaluská šlechta, vyslala značnou sílu, aby tato malá města dobyla zpět pro krále. Granadský kapitán-generál, který byl zároveň markýzem z Mondéjaru a hrabětem z Tendilly, vedl v září vojsko o přibližně 1 500 mužích k opětovnému dobytí Jaénu. Tři hlavní vůdce tamní Comunidad tam popravil, další nechal zbičovat a zbytku města udělil milost. K povstání se připojila také Murcia, ale nakonec se vrátila na stranu královských sil spíše přesvědčováním než silou.
Na pobřeží Andalusie se sice objevila občasná nespokojenost, ale k pokusům o povstání docházelo jen výjimečně. K dvěma významným pokusům o vzpouru došlo v Seville, ale ani jeden nebyl úspěšný. První povstání vedl Juan de Figueroa, člen mocného rodu Ponce. V neděli 16. září vyhlásil Comunidad a obsadil lehce opevněný Alcázar v Seville. Povstání bylo následující den rychle potlačeno vévodou z Mediny-Sidonie, členem konkurenčního rodu Guzmánů, a Figueroa byl lehce zraněn. Událost byla považována spíše za projev mladické nerozvážnosti, a Figueroa byl brzy omilostněn, což vedlo některé historiky k názoru, že šlo pouze o další kolo mocenského boje mezi těmito dvěma znepřátelenými šlechtickými rody.
Pozdější povstání, známé jako la Feria y Pendón Verde („Trh a zelený prapor“), vedlo nižší obyvatelstvo, což naznačuje, že původní revolta mohla být skutečně jen střetem mezi šlechtickými rodinami. Šlechta obou rodů se spojila, aby potlačila nepokoje, které trvaly tři dny.
Aby mohly koordinovat své aktivity, města Andalusie dostala povolení od vlády vytvořit vlastní kongres v Ramble. Požádala o to 24. října 1520 a shromáždění se skutečně konalo 20. ledna 1521. Rambleský kongres vyzval města, aby se vrátila pod královskou vládu, a zároveň zorganizoval vojenskou sílu 4 000 vojáků a 800 jezdců, která měla být připravena rychle potlačit případné moriské povstání. Přesto tento kongres vyvolával obavy mezi královskými vojevůdci v Kastilii – pokud by se válka obrátila proti královské vládě, mohla by se Andalusie snadno koordinovat a přidat na stranu povstalců jako celek, čímž by odpadla obava z občanské války, která by mohla dát Moriskům příležitost k povstání.

Kastilský admirál napsal králi Karlovi:
„Andalusie se shromáždila v Ramble a nevíme, k jakému účelu. Kdybychom měli pravomoc svolat kortesy a oni se prohlásili za zástupce, pod záminkou, že chceme projednat blaho království, města, která tě uznávají za panovníka, a provincie by byly uklidněny, protože bychom ukázali vůli diskutovat o obecném zájmu. Jelikož tomu tak není a tito revolucionáři jim říkají, že neusilujeme o dobro, ale o zkázu království, věří jim. To mě nutí obávat se, že z této junty vzejde nějaká škoda; a pokud Andalusie povstane, celé království je ztraceno.“

— Fadrique Enríquez, admirál kastilský
Vzhledem k tomu, že válka se nikdy výrazně neobrátila proti královské vládě, admirálovy obavy se nenaplnily. Andalusie navíc vyslala armádu na zásah do vzpoury bratrstev v Aragonském království. Andaluská armáda pomohla zvrátit průběh konfliktu ve prospěch královských sil rozhodujícím vítězstvím v bitvě u Orioly.

## Stará Kastilie: Valladolid a střed Mesety
Stará Kastilie byla místem, kde se odehrála většina velkých bitev války. Oblast kolem Tordesillas, Valladolidu a Mediny de Rioseco byla obzvláště sporná – právě zde se odehrály tři nejrozhodnější bitvy války: Tordesillas, Torrelobatón a Villalar.

### Bitva u Tordesillas

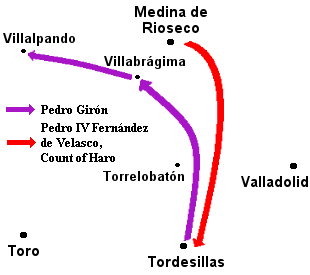
Královská armáda, kterou vedl syn kastilského konstábla, hrabě z Hara, se skládala ze 6 000 vojáků, 2 100 jezdců a 12–15 děl. Povstalecké síly Pedra Giróna byly početnější, ale pomalejší – čítaly 10 000 vojáků, 900 jezdců a 13 děl. Nedostatek jízdy byl slabinou rebelů po celou dobu války.

Koncem listopadu 1520 se obě armády rozmístily mezi Medinou de Rioseco a Tordesillas a střet byl nevyhnutelný. Povstalecká armáda pod velením Pedra Giróna postupovala na Medinu de Rioseco podle rozkazů Junty. Girón si zřídil velitelství v městečku Villabrágima, pouhých 8 kilometrů od královské armády. Královští vojáci obsadili okolní vesnice, aby přerušili spojení mezi povstalci.
Tento stav pokračoval až do 2. prosince, kdy Girón, domnívaje se, že se královská armáda nebude hýbat, přesunul své síly na západ do malého města Villalpando. Město se následující den vzdalo bez odporu a vojáci začali plenit panství v okolí. Tento tah však ponechal cestu do Tordesillas zcela nechráněnou. Královská armáda této chyby využila, 4. prosince vyrazila na noční pochod a následujícího dne obsadila Tordesillas. Malá posádka rebelů byla rozdrcena.
Obsazení Tordesillas znamenalo pro povstalce těžkou porážku – přišli o královnu Janu, a tím i o svůj nárok na legitimitu. Kromě toho bylo třináct členů Junty uvězněno, zatímco jiní unikli. Morálka mezi rebely klesla a mnoho hněvivých hlasů kritizovalo Pedra Giróna za jeho chybné taktické rozhodnutí. Kvůli tomu byl Girón nucen rezignovat a z války se stáhl. Novým generálem povstaleckých sil byl jmenován Juan de Padilla, který se vrátil z Toleda.
Po vítězství v Tordesillas čelil kardinál Adrián nedostatku financí v královské pokladně a nespolehlivosti svých spojenců mezi šlechtici. Mnozí se stáhli zpět na svá panství, aby bránili své državy před pokračujícími rolnickými povstáními. Pokladna byla natolik vyčerpaná, že někteří vojáci museli být propuštěni kvůli nedostatku žoldu. Z těchto důvodů mohli Adrián, hrabě z Hara a admirál pouze upevnit své pozice, aniž by podnikli další ofenzívu.

### Bitva u Torrelobatónu
Zatímco královské síly zůstávaly nečinné, Padilla přešel do ofenzívy. Dne 21. února 1521 začalo obléhání Torrelobatónu. Přestože byli obránci v menšině, město díky svým hradbám odolávalo čtyři dny. Hrabě z Hara se pokusil se svou jízdou přispěchat na pomoc obleženým, ale měl příliš málo mužů a neodvážil se do přímého střetu s Padillovými vojsky. Dne 25. února vstoupili povstalci do města a začalo rozsáhlé plenění, z něhož byly ušetřeny pouze kostely.
Hrad se držel ještě další dva dny. Když povstalci pohrozili popravou všech obyvatel, posádka se vzdala. Dohodli se na tom, že polovina majetku uvnitř hradu bude ušetřena, čímž se zabránilo dalšímu rabování.
Toto vítězství povzbudilo povstalecký tábor a zároveň znepokojilo královské síly. Šlechta opět ztrácela důvěru v kardinála Adriána, kterému bylo vyčítáno, že nedokázal zabránit ztrátě Torrelobatónu. Kastilský konstábl začal posílat vojáky do oblasti Tordesillas, aby zabránil dalšímu postupu povstalců.

### Mezioperační období
Navzdory obnovenému nadšení mezi povstalci bylo rozhodnuto, že zůstanou na svých pozicích u Valladolidu, aniž by využili výhody nebo zahájili nový útok. To vedlo k tomu, že mnozí vojáci se vrátili do svých domovů, unaveni čekáním na plat a nové rozkazy.
Koncem března 1521 se královské síly přesunuly k Torrelobatónu, aby ho obklíčily. Kastilský konstábl přesunul své vojáky z Burgosu na jihozápad ke spojeným silám admirála u Tordesillas. Hrabě ze Salvatierra bojují za stranu povstalců, který předtím představoval hrozbu pro Burgos, byl mezitím zaměstnán obléháním Mediny de Pomar. Konstáblova armáda čítala přibližně 3 000 vojáků, 600 jezdců, 2 děla, 2 kulveriny a 5 lehkých děl. Povstalci posílili obranu Torrelobatónu, ale trpěli dezercemi a přítomnost královského dělostřelectva činila hrad zranitelným. Přestože měli možnost zabránit spojením nepřátelských armád, zůstali pasivní a umožnili královským silám postup bez odporu.

### Bitva u Villalaru
Povstalci věděli o pohybu královských armád. Juan de Padilla zvažoval ústup do Tora pro posily, ale váhal. Nakonec odložil rozhodnutí až do časných hodin 23. dubna, čímž umožnil royalistům spojit své síly v Peñafloru.
Spojená královská armáda se pustila do pronásledování povstalců. Královští vojáci měli výraznou převahu v jezdectvu – 6 000 vojáků a 2 400 jezdců proti Padillovým 7 000 vojákům a pouhým 400 jezdcům. Silný déšť zpomalil povstaleckou pěchotu a učinil jejich primitivní arkebuzy téměř nepoužitelnými. Padilla doufal, že dosáhne bezpečí Tora, ale jeho vojáci byli příliš pomalí. U města Villalar se zahájil bitvu proti pronásledující jízdě royalistů. Královská kavalérie povstalce rozprášila a bitva se změnila v masakr. Povstalci utrpěli 500–1 000 ztrát a mnoho dezertovalo.
Nejdůležitější vůdci rebelů – Juan de Padilla, Juan Bravo a Francisco Maldonado – byli zajati a následujícího rána popraveni na náměstí ve Villalaru za přítomnosti šlechticů. Povstalecká armáda se rozpadla, někteří prchli k Acuñovým silám u Toleda, jiní uprchli do Portugalska.

## Navarra
Začátkem května překročila velká francouzsko-navarrská armáda Pyreneje a zaútočila na část Navarry okupovanou Španěly. Kdyby se povstalci (comuneros) udrželi o něco déle, mohlo jim to zachránit život, ale v době invaze už byla bitva u Villalaru minulostí. Místo šance na vítězství ve válce se tak invaze stala příležitostí pro bývalá povstalecká města prokázat svou loajalitu tím, že vyslala velké oddíly do boje proti Francouzům a Navařanům.
Ještě větší kastilská armáda následně zaútočila na Francouze a 30. června 1521 je drtivě porazila v bitvě u Noáin.